# Павлик (річка)
Павлик — річка в Українських Карпатах, у межах Рахівського району Закарпатської області. Права притока Білої Тиси (басейн Дунаю).

## Опис
Довжина 12 км, площа водозбірного басейну 28,4 км². Похил річки 75 м/км. Річка типово гірська, зі швидкою течією, кам'янистим дном та вузькою, переважно залісненою долиною. Річище слабозвивисте.

## Розташування
Павлик бере початок на північний схід від села Видричка, на південно-західних схилах гори Шешул. Тече в межах масиву Чорногора на південний захід (місцями — на південь). Впадає до Білої Тиси в селі Видричка. 
- На деяких мапах вказана помилкова назва річки — Паулек.